# 黄唐松草
黄唐松草（学名：Thalictrum flavum），为毛茛科唐松草属下的一个种。